# Michael Gore
Michael Gore, né le 5 mars 1951 à Brooklyn, New York, est un pianiste, chef d'orchestre et compositeur américain de musique de film. Il est le jeune frère de la chanteuse et compositrice Lesley Gore.

## Biographie
En 1969 Michael Gore est lauréat de la Dean-Englewood School. Il y reçoit en 2004 un Distinguished Alumni Award.
Avec son parolier Dean Pitchford, Michael Gore remporte l'Oscar de la meilleure chanson originale en 1981 avec Fame, du film éponyme. La même année, il gagne aussi l'Oscar pour la meilleure musique de film.
Il collabore également avec Lawrence D. Cohen sur la comédie musicale Carrie inspirée de la première nouvelle de Stephen King publiée en 1974.
Il composa également le thème et la bande originale du film Tendres Passions en 1983, avec Shirley MacLaine et Debra Winger.

## Filmographie partielle

### Cinéma
- 1980 : Fame d'Alan Parker
- 1983 : Tendres Passions de James L. Brooks
- 1986 : Rose bonbon
- 1987 : Broadcast News de James L. Brooks (musique additionelle)
- 1990 : Don't Tell Her It's Me
- 1991 : Rendez-vous au paradis d'Albert Brooks
- 1991 : La Femme du boucher de Terry Hughes
- 1999 : Superstar de Bruce McCulloch
- 2003 : Camp (deux chansons)

### Télévision
- 1989-1991 : Générations

### Théâtre
- 1988 / 2012 : Carrie